# 新營郡

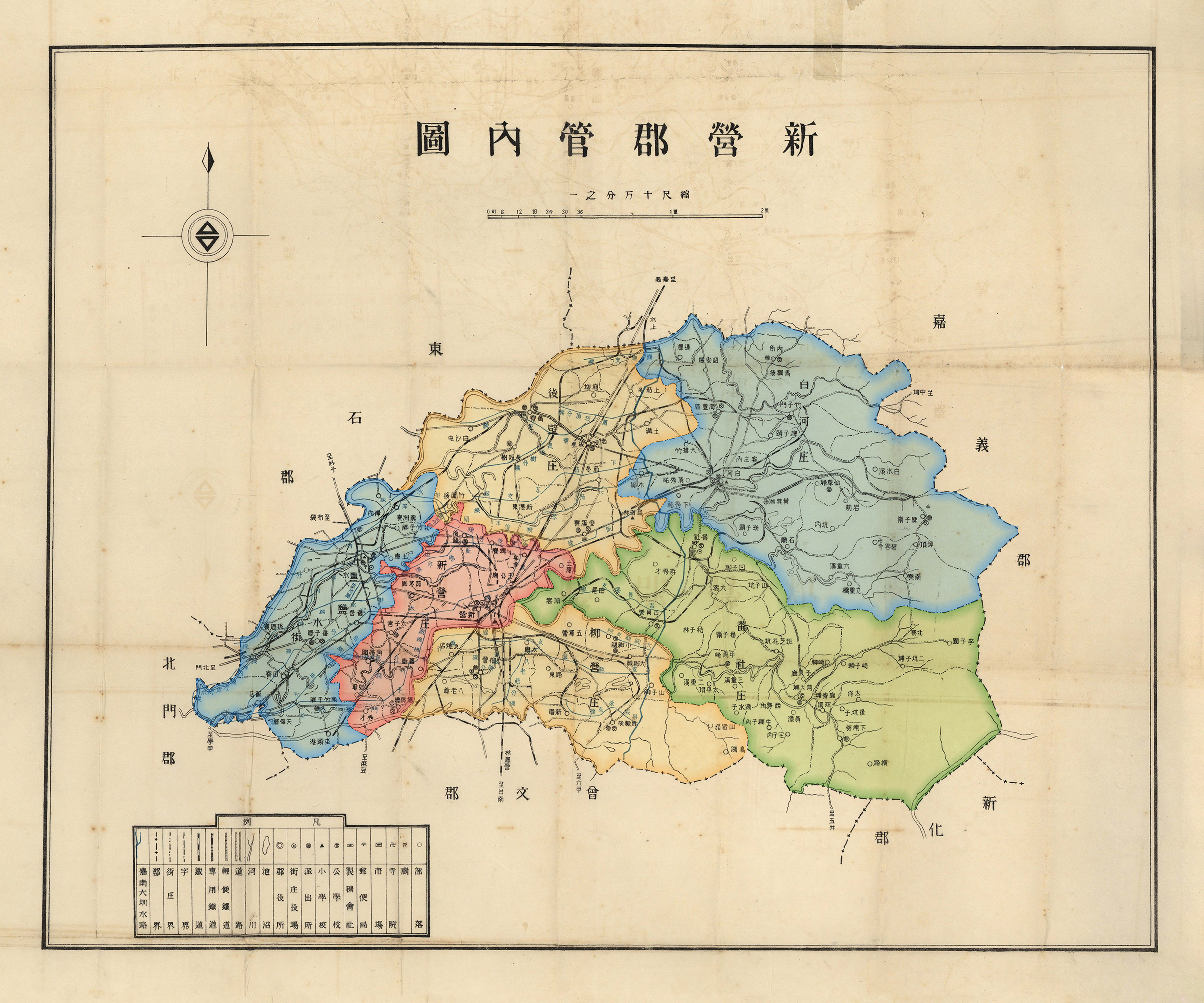
新營郡管內圖

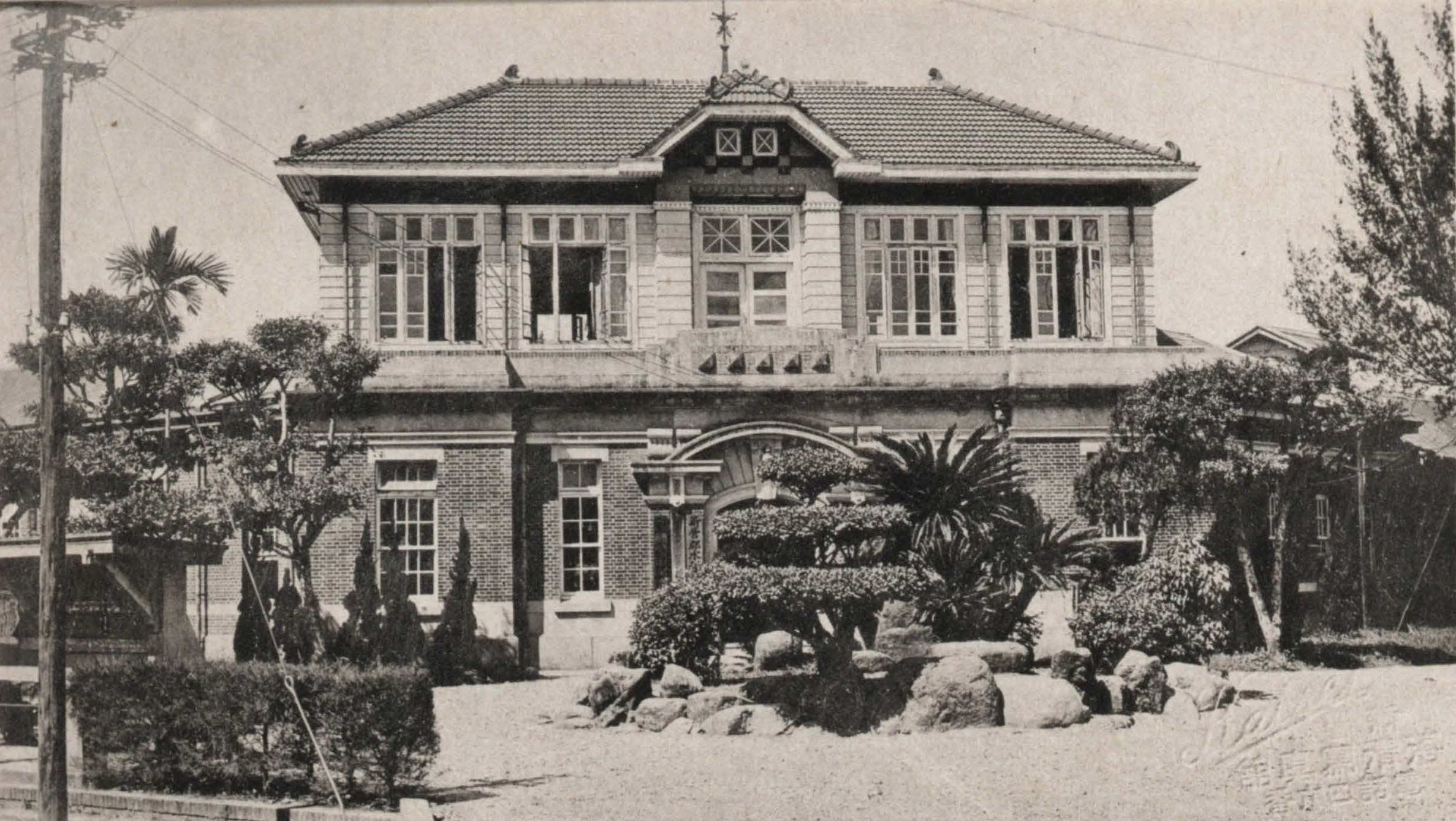
新營郡役所，1922年落成

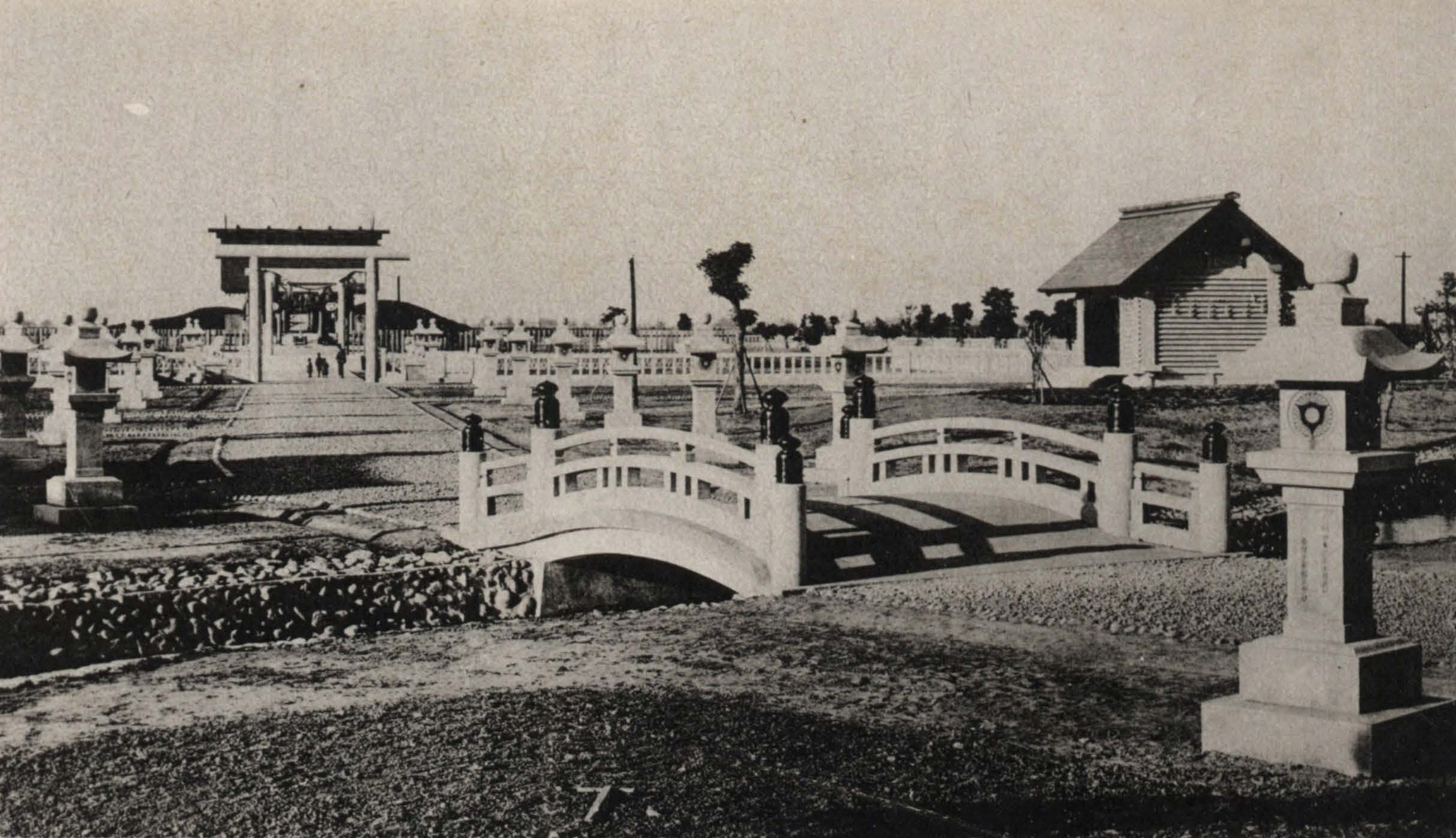
新營神社

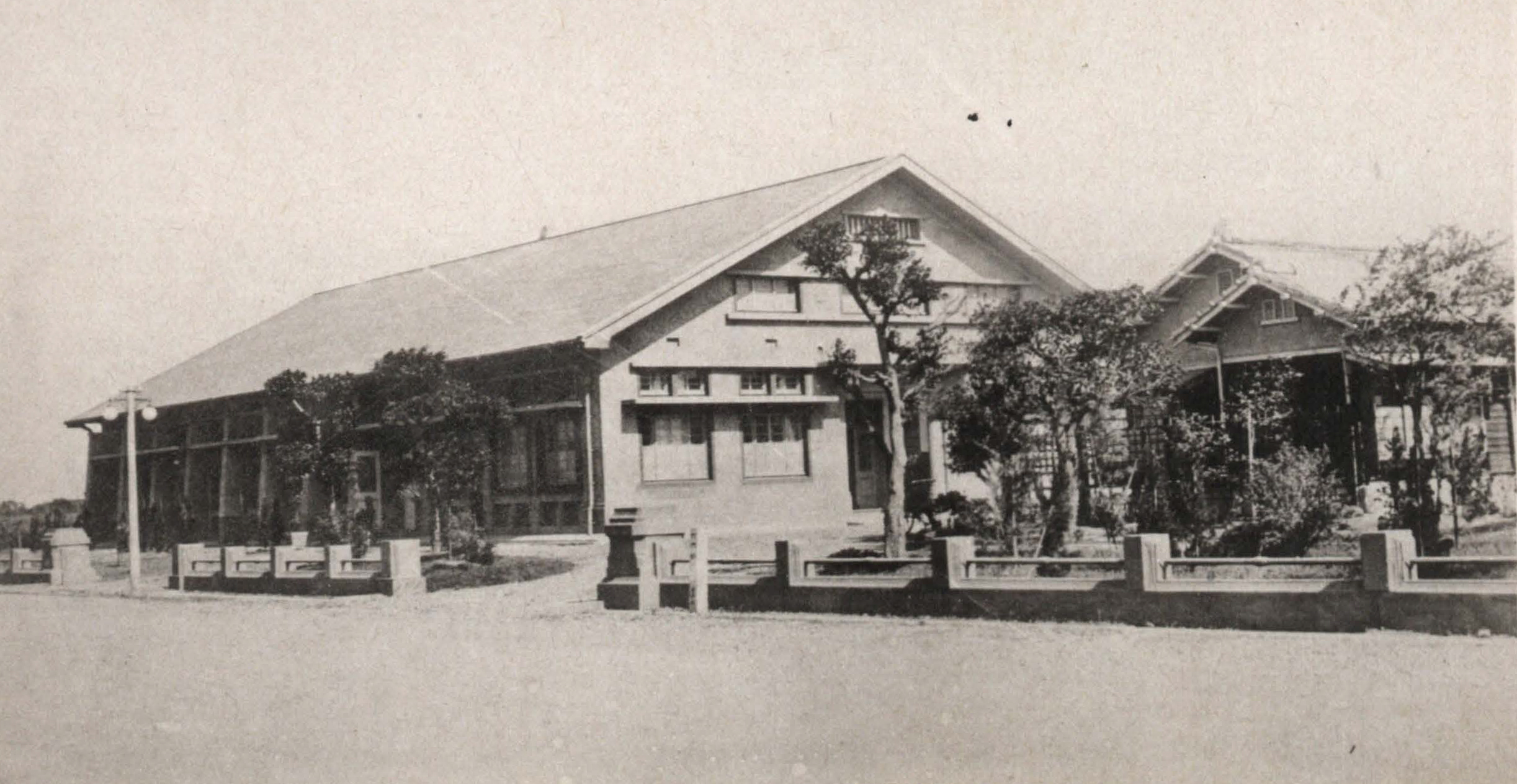
新營郡公會堂

新營郡為台灣日治時期的行政區劃之一，隸屬於臺南州。
新營郡役所設於新營街今臺南市政府警察局位址。新營郡管轄新營街、鹽水街、白河街、柳營庄、後壁庄、番社庄。轄域即今臺南市新營區、鹽水區、白河區、柳營區、後壁區、東山區等地，現稱為大新營地區。

## 統計
| 街庄名 | 面積 (km²) | 人口 (人) | 人口 (人) | 人口 (人) | 人口 (人) | 人口 (人) | 人口 (人) | 人口密度 (人/km²) |
| 街庄名 | 面積 (km²) | 本籍      | 本籍      | 本籍      | 國籍      | 國籍      | 計        | 人口密度 (人/km²) |
| 街庄名 | 面積 (km²) | 臺灣      | 內地      | 朝鮮      | 中華民國  | 其他外國  | 計        | 人口密度 (人/km²) |
| ------ | ---------- | --------- | --------- | --------- | --------- | --------- | --------- | ----------------- |
| 新營街 | 38.5386    | 25,650    | 2,973     | 15        | 124       | 0         | 28,762    | 746               |
| 鹽水街 | 52.2455    | 24,481    | 844       | 0         | 121       | 0         | 25,446    | 487               |
| 柳營庄 | 61.2929    | 13,763    | 301       | 1         | 5         | 0         | 14,070    | 230               |
| 後壁庄 | 72.2189    | 21,419    | 464       | 0         | 34        | 0         | 21,917    | 303               |
| 白河   | 126.4046   | 25,451    | 262       | 0         | 95        | 0         | 25,808    | 204               |
| 番社庄 | 124.9178   | 18,316    | 240       | 0         | 9         | 0         | 18,565    | 149               |
| 新營郡 | 475.6182   | 129,080   | 5,084     | 16        | 338       | 0         | 134,568   | 283               |

## 警政
以下所列資料來自1944年臺灣總督府編著的《警察官署別 臺灣總督府行政區域便覽》：

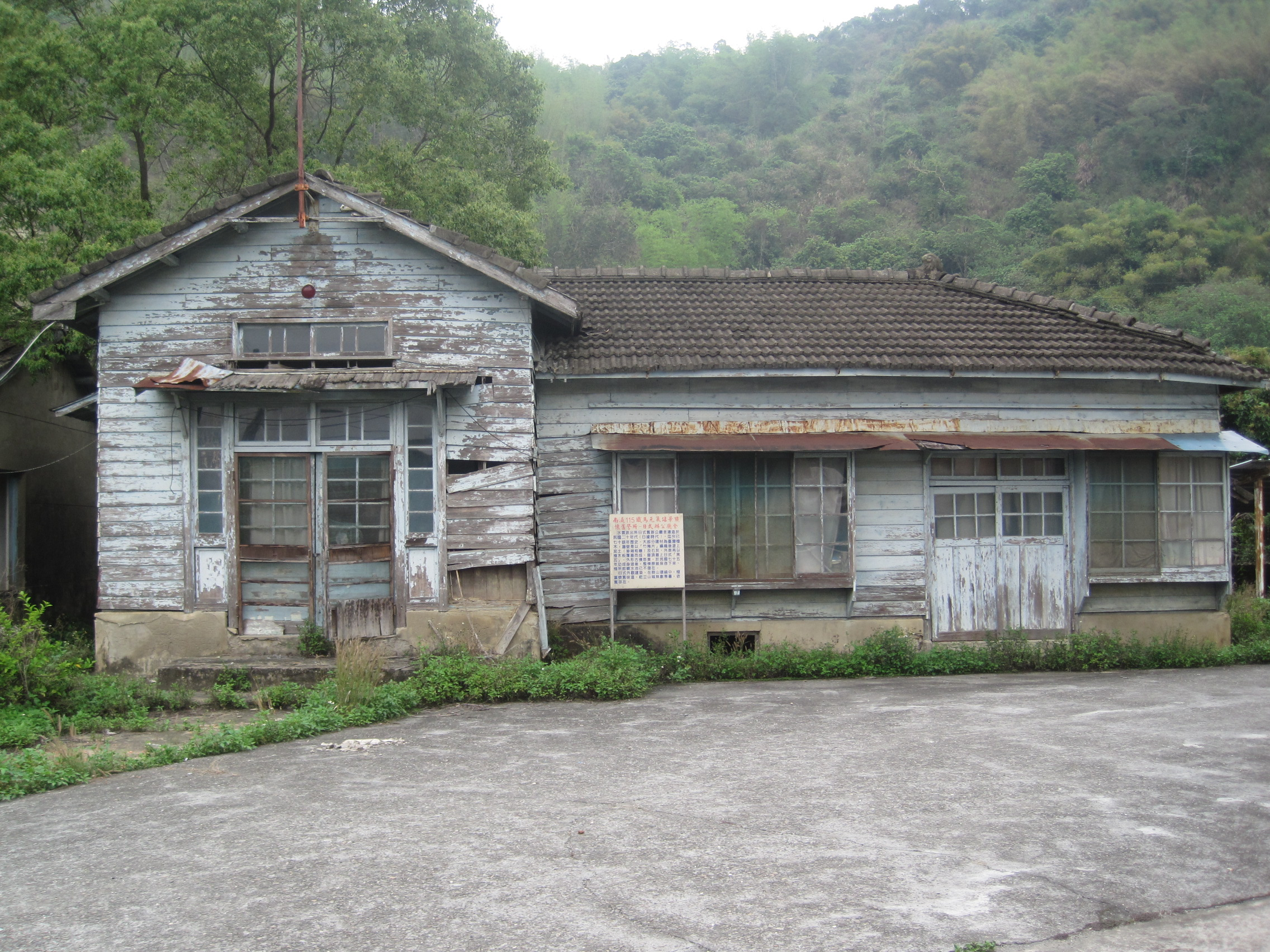
牛肉崎派出所

- 新營郡警察課

| 派出所名       | 派出所轄區                                               |
| -------------- | -------------------------------------------------------- |
| 直轄           | 新營街新營、王公廟                                       |
| 後鎮派出所     | 新營街後鎮、許丑、埤寮、卯舍、土庫                       |
| 鐵線橋派出所   | 新營街鐵線橋、秀才、姑爺                                 |
| 太子宮派出所   | 新營街太子宮、茄苳腳、下角帶圍、舊廍                     |
| 鹽水派出所     | 鹽水街鹽水、土庫、岸內（170之20番地到191之2番地）        |
| 岸內派出所     | 鹽水街岸內（1番地到170之19番地）、下中、溪州寮、北竹子腳 |
| 南竹子腳派出所 | 鹽水街南竹子腳、天保厝、坔頭港、田寮、飯店               |
| 番子厝派出所   | 鹽水街番子厝、舊營、孫厝寮                               |
| 柳營派出所     | 柳營庄柳營、八老爺、火燒店                                     |
| 小腳腿派出所   | 柳營庄小腳腿、太康、五軍營、大腳腿、路東                       |
| 果毅後派出所   | 柳營庄果毅後、山子腳、新厝                                     |
| 安溪寮派出所   | 安溪寮、烏樹林                                           |
| 長短樹派出所   | 後壁庄長短樹、新港東、竹圍後                                   |
| 吉貝耍派出所   | 番社庄吉貝耍、田尾、頂窩                                       |

- 新營郡警察課白河分室

| 派出所名     | 派出所轄區                                                                                         |
| ------------ | -------------------------------------------------------------------------------------------------- |
| 白河派出所   | 白河街白河、客庄內、頂秀祐、下秀祐                                                                 |
| 糞箕湖派出所 | 白河街糞箕湖（糞箕湖、木履寮269到634番地）、六重溪（168到460番地）、崁子頭、關子嶺（415到586番地） |
| 竹子門派出所 | 白河街竹子門、埤子頭（埤子頭、五汴頭）、馬稠後（1到59番地）                                        |
| 關子嶺派出所 | 白河街關子嶺（1到480番地）、六重溪（4到150番地）、白水溪、糞箕湖（木履寮26到198番地）              |
| 內角派出所   | 白河街馬稠後（60到1287番地）                                                                       |
| 海豐厝派出所 | 白河街海豐厝、詔安厝、大排竹、蓮潭                                                                 |
| 後壁派出所   | 後壁庄上茄苳（上茄苳、後壁寮）、下茄苳、土溝、本協                                                       |
| 菁寮派出所   | 後壁庄菁寮、白沙屯、崩埤                                                                                 |
| 番社派出所   | 番社庄番社、許秀才、大客（大庄、科理、枋子林）                                                           |
| 牛肉崎派出所 | 番社庄牛肉崎、番子嶺、二重溪                                                                             |
| 前大埔派出所 | 番社庄下南勢（274到821番地）、前大埔                                                                     |
| 崎子頭派出所 | 番社庄崎子頭、下南勢（5到598番地）                                                                       |

## 設施
郵便局
- 新營郵便局
- 鹽水郵便局
- 白河郵便局
- 關子嶺郵便局

金融機構
- 商工銀行鹽水支店
- 新營建築信用購買販賣利用組合
- 鹽水港信用購買販賣利用組合
- 柳營信用購買販賣利用組合
- 菁寮信用購買販賣利用組合
- 店子口信用購買販賣利用組合
- 番社信用購買力用組合
- 鹽糖購買組合
- 烏樹林購買組合
- 新營郡役所購買組合

工業
- 鹽水港製糖新營製糖所
- 鹽水港製糖岸內製糖所
- 明治製糖烏樹林工場
- 新興產業株式會社前大埔製糖工場

社會教化
- 新營郡愛國青年研習所（後壁庄菁寮）
- 新營農業專修學校（1930年創校於柳營，1944年遷至新營高中現址）
- 新營圖書館
- 鹽水圖書館
- 柳營圖書館

社會事業
- 關子嶺公共浴場
- 新營公會堂
- 鹽水公會堂
- 白河公會堂
- 柳營庄施寮所
- 白河庄半額施寮所
- 白河庄救護寮
- 鹽水街鹽水自勵會：文化思想團體
- 新營郡顯信會：更生人保護教化
- 後壁庄公共休憩所

自來水設施
- 新營鹽水水道

水利組合
- 新營郡水利組合
- 嘉南大圳新營郡部

其他
- 新營神社[4]

## 後續發展
1945年3月重慶國民政府通過之台灣接管計劃綱要地方政制中，將新營郡與曾文郡合併為曾文縣，為該地方政制的9個一級縣之一，縣治設於新營（今台南市新營區）。1945年10月，因台灣省行政長官公署認為該政制不符實際，因此「台灣接管計劃地方政制」並未實施，僅將州廳－郡－街、庄各級行政區改稱縣－區－鎮、鄉，新營郡改稱新營區。
1950年新營區廢止，原應併入自台南縣析出之嘉義縣，考慮到新營是雲嘉南中心地帶(1950年以前之台南縣)，遂將縣治設於此地，所轄鄉鎮直接隸屬臺南縣管轄。